# Codex Eyckensis
Codex Eyckensis iz osmega stoletja je evangeliar, sestavljen iz dveh rokopisov, ki sta bila združena nekje od dvanajstega stoletja do leta 1988. Codex Eyckensis je najstarejša knjiga v Belgiji. Od osmega stoletja jo hranijo in konservirajo na ozemlju današnje občine Maaseik. Knjiga je po vsej verjetnosti nastala v skriptoriju opatije v Echternachu.

## Opis rokopisa A in rokopisa B
Codex Eyckensis je sestavljen iz dveh evangelijev na 133 pergamentih folijih, katerih mere so 244x183 mm. 
Prvi rokopis (kodeks A) je nepopoln. Sestavljen je iz petih folijev, odpre se na celostranski portret evangelista (verjetno je upodobljen sveti Matej), ki mu sledi nepopoln niz osmih kanonskih tabel. Portret evangelista je v italijansko-bizantinskem slogu in je jasno povezan z evangeliarjem Barberini, ki ga trenutno hranijo v vatikanski knjižnici (Barberini Lat. 570). Portret je obrobljen z anglosaškimi vozli, ki spominjajo na dekorativne elemente v Lindisfarnskem evangeliarju.
Kanonske tabele nudijo pregled ustreznih odlomkov iz štirih evangelijev. Kanonske tabele služijo torej kot kazalo vsebine in indeks, kar olajša iskanje ustreznih besedil. Kanonske tabele v rokopisu A so okrašena s stebri in loki, simboli štirih evangelistov in portreti svetnikov.
Drugi rokopis (kodeks B) vsebuje celoten sklop dvanajstih kanonskih tabel in vse štiri evangelije. Kanonske tabele krasijo stebri in loki, upodobitve apostolov in simboli evangelistov. Besedila evangelijev so napisana v zaobljeni obliki otoške minuskule, ki je sicer bila značilna za britanske in irske rokopise iz sedmega in osmega stoletja, a so jo uporabljali tudi po celinski Evropi. Prva črka vsakega odstavka je orisana z rdečimi in rumenimi pikami. Besedilo je kopiral en sam pisar. 
Evangelij je različica Vulgate, kot jo je povečini prevedel sveti Hieronim (Hieronymus iz Stridona, okoli 347-420), s številnimi dodatki in menjavami vrstnega reda besed. Primerljive različice evangelijev najdemo v Book of Kells (Trinity College v Dublinu, ms 58), Book of Armagh (Trinity College v Dublinu, ms 52) in Evangeliarju iz Echternacha (Pariz, Bnf, ms Lat.9389).

## Zgodovina (od nastanka do 20. stoletja)
Kodeks je nastal v osmem stoletju in sprva so ga hranili v nekdanji benediktinski opatiji Aldeneik, ki je bila posvečena leta 728 n. št. Merovinški plemič Adelard vladar Denaina, in njegova žena Grinuara sta ustanovila to opatijo za svoji hčeri Harlindis in Relindis v »majhnem in nekoristen gozdiču« ob reki Meuse. Samostan so poimenovali Eyke (hrast, angl. »oak«) po hrastovih drevesih, ki so rasla tam. Kasneje, ko je sosednja vas Nieuw-Eyke (novi hrast, angl. »new oak« – sedanji Maaseik) rastla in postajala vse pomembnejša, je ime izvirne vasi postalo Aldeneik (stari hrast, angl. »old oak«). Sveti Willibrord je posvetil Harlindis kot prvo opatinjo te verske skupnosti. Po njeni smrti je sveti Bonifacij posvetil njeno sestro Relindis kot njenega naslednika.
Codex Eyckensis je bil uporabljen v samostanu kot učno sredstvo in za širjenje Kristusovih naukov. Oba evangeliarja, ki zdaj skupaj predstavljata Codex Eyckensis, je iz opatije v Echternachu v Aldeneik domnevno prinesel sveti Willibrord.
Rokopisa so v eno vezavo najverjetneje združili v dvanajstem stoletju. 
Leta 1571 je bila opatija v Aldeneiku opuščena. Sredi desetega stoletja je benediktinske nune nadomestil kolegiatni kapitelj moških kanonikov. Ko jim je vse bolj pretila verska vojna, so se kanoniki zatekli za mestno obzidje Maaseika. S seboj so prinesli cerkveno bogastvo iz Aldeneika – vključno s Codex Eyckensis – in ga hranili v cerkvi svete Katarine.

## Avtorstvo
Ljudje so bili več stoletij prepričani, da sta Codex Eyckensis napisali Harlindis in Relindis, prvi opatinji v Aldeneiku, ki sta bili kasneje kanonizirani. Njuno hagiografijo je napisal okoliški duhovnik tekom devetega stoletja. V besedilu je omenjeno, da sta Harlindis in Relindis napisali tudi evangeliar. V devetem stoletju je kult okoli relikvij svetniških sester postajal vse pomembnejši, kar se je odražalo tudi v čaščenju knjige Codex Eyckensis, ki je kot izročilo Harlindis in Relindis vzbujala globoko spoštovanje.
Toda zadnje vrstice drugega rokopisa temu jasno nasprotujejo: Finito volumine deposco ut quicumque ista legerint pro laboratore huius operis depraecentur (Ob zaključku tega dela, prosim vse, ki to berete, da molite za delavca, ki je ustvaril ta rokopis). Moška oblika laborator (»delavec«) jasno nakazuje, da je bil pisec rokopisa moškega spola.
Komparativna analiza iz leta 1994, ki sta jo izvedla Albert Derolez (Univerza v Gentu) in Nancy Netzer (Boston College), je pokazala, da sta rokopis A in rokopis B nastala v istem obdobju, da sta oba zelo verjetno nastala v skriptoriju opatije v Echternachu in da ju je mogoče celo ustvaril isti pisar.

## Poskus konservacije in obnove leta 1957
Leta 1957 je Karl Sievers, konservator iz Düsseldorfa, poskusil konservirati in obnoviti Codex Eyckensis. Odstranil in uničil je rdečo žametno vezavo iz 18. stoletja in vse folije rokopisa laminiral z Mipofolie. Mipofolie je folija iz polivinilklorida (PVC), navzven plastificirana z dioktil ftalatom. Sčasoma je folija začela proizvajati klorovodikovo kislino, ki je napadla pergament in sama folija je porumenela. To je vplivalo na prosojnost in barvo pergamenta. Polimeri, prisotni v foliji, so prehajali v pergament ter ga naredili krhkega. Po laminaciji je Siever kodeks na novo zvezal. V ta namen je odrezal robove folijev in s tem odstranil tudi delce ilustracij.
Z novim, obsežnim restavratorskim podvigom med letoma 1987 in 1993 je skupina Belgijskega kraljevega inštituta za kulturno dediščino pod vodstvom kemika Dr. Jana Woutersa v celoti odstranila folijo Mipofoile. Po odstranitvi škodljive folije so za restavracijo folijev uporabili inovativno tehniko dolivanja celulozne mase. Restavracijo so zaključili tako, da so oba sestavna dela kodeksa ločeno vezali. 

## Dokumentacija in digitalizacija
Najstarejša fotografska dokumentacija Codex Eyckensis sega nekje v leto 1916 (Bildarchiv Marburg). Med restavracijo so rokopis fotografirali člani Belgijskega kraljevega inštituta za kulturno dediščino (KIK–IRPA). Faksimile je bil objavljen leta 1994. 
Leta 2015 je bil Codex Eyckensis digitaliziran v sami cerkvi svete Katarine. Delo so opravili člani skupin Imaging Lab in Illuminare – Center za proučevanje srednjeveške umetnosti | KU Leuven. Projekt je vodil prof. Lieve Watteeuw. Fotografije v visoki ločljivosti so bile objavljene na spletu v sodelovanju z LIBIS (KU Leuven). 
Codex Eyckensis je od leta 1986 priznan in zaščiten kot nepremična dediščina. Leta 2003 je bil Codex Eyckensis priznan kot flamska mojstrovina Arhivirano 2017-02-05 na Wayback Machine..

## Trenutne raziskave
V letih 2016–2017 bo skupina raziskovalcev od Illuminare – Center za proučevanje srednjeveške umetnosti | KU Leuven (prof. Lieve Watteeuw) in Belgijskega kraljevega inštituta za kulturno dediščino (dr. Marina Van Bos) zopet proučevala Codex Eyckensis. 
Dodatne informacija so na voljo na naslednjih straneh:
-     www.codexeyckensis.be
-     Book Heritage Lab-KU Leuven
-     Belgijski kraljevi inštitut za kulturno dediščino (KIK–IRPA)